# ケーブルコロ

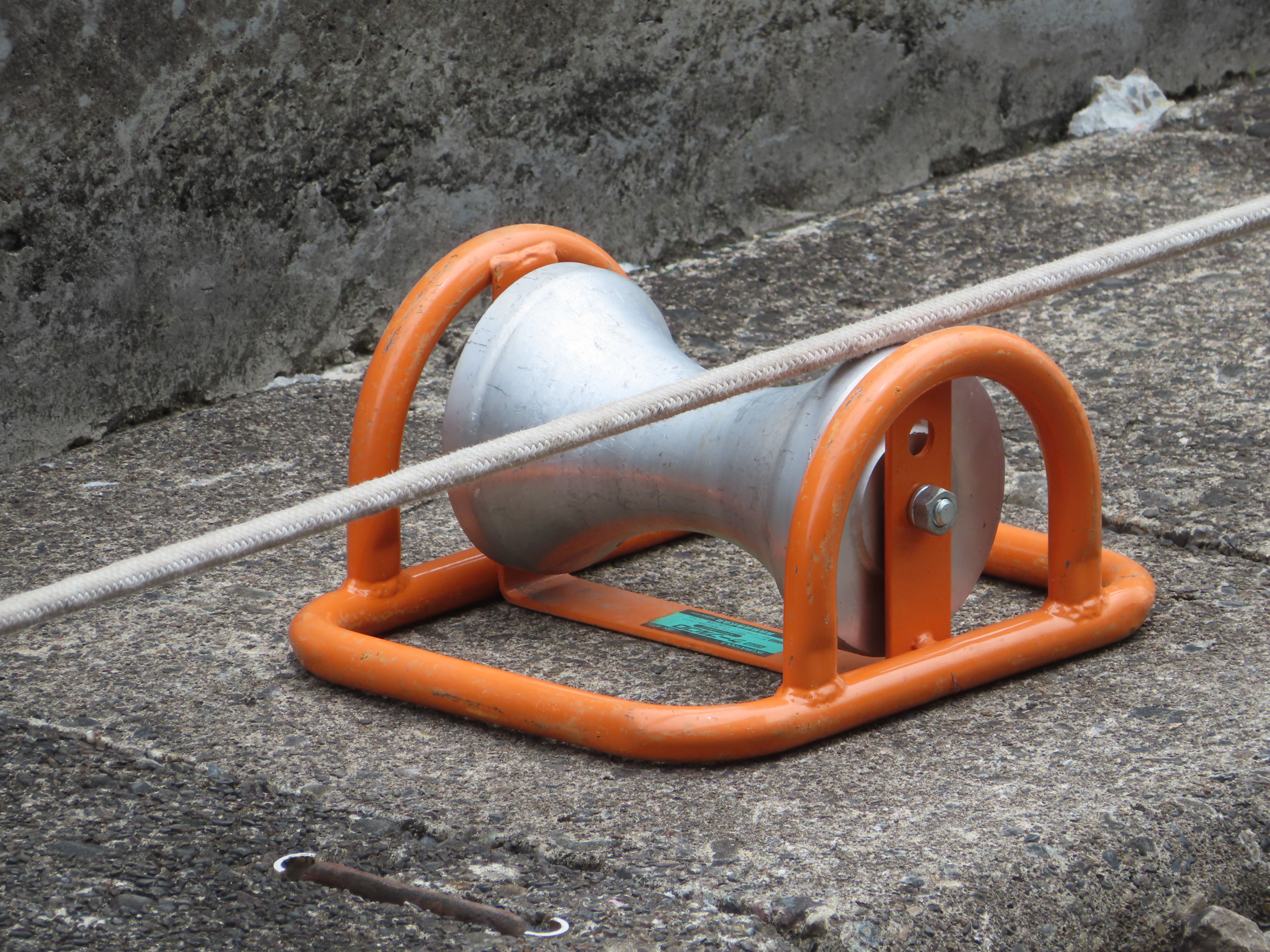
コンクリート製トラフの上に置かれたケーブルコロ

ケーブルコロとは電気工事に用いる道具の一種である。延線ローラとも。

## 用途
電線の繰り出しなどケーブル延線作業で用いる。床面やケーブルラック上に置き、ケーブルの損傷を防ぐとともに、摩擦を小さくして少ない力でケーブルを牽引するために使用する。

## 用法
延線予定の場所にケーブルコロを固定し、ローラの上にケーブルを載せて使用する。ケーブルを引くとローラが回転し、スムーズにケーブルを移動させられる。

## 各部
ケーブルコロはアルミ製のローラと鋼管の本体からなる。

## 種類
ケーブルコロには直線部の細径ケーブルに用いるもののほか、太径ケーブル用や曲線部用などがある。また、ハンドホールに入口などの端部に設置して使用する三連コロもある。